# Noah Strømsted
Noah Malling Strømsted (29 de julho de 2007) é um automobilista dinamarquês que atualmente disputa o Campeonato de Fórmula 3 da FIA pela equipe Trident. É também membro do Mercedes Junior Team, programa de desenvolvimento de jovens pilotos da Mercedes.
Strømsted correu no Campeonato de Fórmula Regional Europeia de 2024 com a RPM, ganhando o título de novato.

## Carreira

### Fórmula Regional
Em Monza, Strømsted foi anunciado para participar do Campeonato de Fórmula Regional Europeia de 2023 com a equipe RPM. Competindo como piloto convidado, ele terminaria na sexta posição em sua primeira corrida.
No início do ano, Strømsted participou de uma rodada do Campeonato de Fórmula Regional do Oriente Médio de 2024 com a equipe Saintéloc Racing. Para sua campanha principal, Strømsted permaneceria com a RPM para o Campeonato de Fórmula Regional Europeia de 2024.

### Fórmula 3
Strømsted faria sua estreia no Campeonato de Fórmula 3 da FIA de 2025 com a equipe Campos Racing durante o final da temporada de Monza, substituindo Oliver Goethe, que substituiu Franco Colapinto – que havia se transferido para a Fórmula 1 –, na equipe MP Motorsport na Fórmula 2.
Strømsted foi promovido à Fórmula 3 da FIA em tempo integral na temporada de 2025, juntando-se a equipe Trident, em parceria com Charlie Wurz e o campeão da Campeonato de Fórmula Regional Europeia de 2024, Rafael Câmara.

### Fórmula 1
Em março de 2025, foi anunciado como novo integrante do Mercedes Junior Team, a academia de jovens pilotos da equipe Mercedes.